# فيلما دوناواي
فيلما دوناواي (بالإنجليزية: Wilma Dunaway) هي عالمة اجتماع أمريكية، ولدت في 1 يوليو 1944.